# Хойзингтон, Перри Майло
Перри Майло Хойзингтон II (англ. Perry Milo Hoisington II; 14 марта 1916, Вест-Пойнт, Нью-Йорк — 8 апреля 2006, Вашингтон, округ Колумбия) — американский военный деятель, генерал-майор ВВС США. Пилот-бомбардировщик, участник Второй мировой войны. Начальник центра атомных испытаний на авиабазе Киртланд (1946—1947). Командир 818-й (1956—1958), 57-й (1958—1959), 820-й (1959—1961), 6-й дивизий (1961).

## Биография

### Семья, происхождение, молодые годы
Перри Майло Хойзингтон II родился 14 марта 1916 года в Вест-Пойнте, штат Нью-Йорк. Он был, буквально, плоть от плоти военной системы США.
Был прямым потомком Эбенезера Хойзингтона (1729—1804), участника американской революции и индейских войн, отца-основателя штата Вермонт. Дед — полковник Перри Майло Хойзингтон I (1857—1933), был одним из основателей Национальной гвардии Канзаса, масоном Древнего и принятого шотландского устава и великим мастером Великой ложи Канзаса. Отец — Эдвард Грегори Хойзингтон I (1887—1956), выпускник Военной академии в Вест-Пойнте (1911), полковник Армии США, командовал 4-м пехотным полком на базе Форт-Джордж-Райт, прослужил 39 лет в армии. 22 октября 1913 года он женился на Мэри Жозефине Суинг (1892—1989) в Спокане, штат Вашингтон.
У четы Хойзингтон было шесть детей: три дочери и три сына, включая Перри, причём все были связаны с военной службой. Нэнси Элеанор (1931—2012), жена полковника Армии США Чарльза Руфуса Смита-младшего (1928—2014), выпускника Вест-Пойнта (1950). Элизабет Пашель (1918—2007), вторая женщина — бригадный генерал Армии США за всю американскую военную историю. Мэри Жозефина (1922—2005), жена полковника Армии США Джеймса Эдвардса Мэртенса (1919—1998). Грегори Хойзингтон II (1914—1941), выпускник Вест-Пойнта (1938), подполковник ВВС США, погиб в автоаварии во время Второй мировой войны. Роберт Генри Хойзингтон (р. 1925), во время Второй мировой войны выжил в плену в Германии, затем окончил Вест-Пойнт (1950), дослужился до подполковника.
В 1934—1935 годах учился в университете Джонса Хопкинса в Балтиморе, штат Мэриленд. 1 июля 1935 года зачислен кадетом в Военную академию США в Вест-Пойнте. Был членом команды академии по лакроссу, а также экспертом по стрельбе.

### Начало военной службы, Вторая мировая война
12 июня 1939 года по окончании академии в звании второго лейтенанта зачислен на военную службу в пехоту Армии США. Был студентом начальных лётных курсов тренировочного отряда Воздушного корпуса на авиабазе Лав-Филд, штат Техас (сентябрь — декабрь 1939), начальной лётной школы корпуса на авиабазе Рэндольф-Филд, штат Техас (декабрь 1939 — март 1940), продвинутой лётной школы корпуса на авиабазе Келли-Филд, штат Техас (март 1940 — июнь 1940). 22 июня 1940 года переведён в Воздушный корпус. В первые годы Второй мировой войны несколько лет прослужил в Воздушном тренировочном командовании. Был инструктором в начальной лётной школе корпуса на авиабазе Рэндольф-Филд, штат Техас (июнь — сентябрь 1940), ассистентом командира звена на авиабазе Моффетт-Филд, штат Калифорния (октябрь 1940 — апрель 1941), комендантом кадетов на авиабазе Гарднер-Филд, штат Калифорния (май — октябрь 1941), командиром авиабазы Кинг-Сити, штат Калифорния (ноябрь — декабрь 1941, январь — октябрь 1942).
14 июня 1941 года повышен до первого лейтенанта Армии. 1 февраля 1942 года был временно повышен до капитана Армии, а 12 июня получил звание первого лейтенанта Воздушного корпуса. Позже занимал должность руководителя полётами на авиабазе Пекос-Филд, штат Калифорния (октябрь 1942 — январь 1943). 30 июня 1943 года был временно повышен до подполковника Армии и Воздушного корпуса. Был ассистентом начальника штаба на авиабазе Форт-Уэрт, штат Техас (январь — декабрь 1943), а затем ассистентом руководителя операциями крыла на авиабазе Смоки-Хилл, штат Канзас (январь — март 1944). 21 июля 1944 года был временно повышен до подполковника Армии. Был переведён в 20-е бомбардировочное командование, первое авиационное формирование, укомплектованное бомбардировщиками «B-29». В составе 20-х воздушных сил был ассистентом руководителя операциями 58-го бомбардировочного крыла (март — август 1944), а затем заместителем командира 462-й бомбардировочной группы (август 1944 — май 1945).
Принимал участие в боевых вылетах на японские позиции в Индии, Китае, Тихом океане, а в конце войны и на Марианских островах; также на самолётах «B-29» участвовал в первых в истории дневных и ночных бомбардировках территории материковой части Японии. Выполнил 22 боевых задания, налетав более 400 часов на Китайско-Бирманско-Индийском театре военных действий. За боевые заслуги был награждён медалью «Серебряная звезда», дважды удостоен Креста лётных заслуг, а также стал кавалером Воздушной медали.

### Послевоенное время, участие в испытаниях ядерного оружия, административно-командные посты
21 февраля 1945 года был временно повышен до подполковника Армии и Воздушного корпуса. Занимал должности руководителя операциями на авиабазе Мюрок, штат Калифорния (июль — октябрь 1945), начальника управления организации и обучения 4-х воздушных сил на авиабазе Сан-Франциско, штат Калифорния (октябрь 1945 — январь 1946), начальника 1-го воздушного сектора на авиабазе Марч-Филд, штат Калифорния (январь 1946).
С 1 февраля 1946 года по 28 апреля 1947 года был начальником центра атомных испытаний на авиабазе Киртланд, штат Нью-Мексико, став первым человеком в этом посту. Под его началом на базе, находившейся в ведении Командования материальным обеспечением и входившей в Манхэттенский инженерный округ, велись работы по усовершенствованию, тестированию и испытанию самолётов, предназначенных для доставки нового вида вооружений — ядерного оружия — в частности, в ходе операции «Перекрёсток».
Затем был командиром авиабазы Киртланд, штат Нью-Мексико (апрель — август 1947). С августа 1947 года по июнь 1948 года учился в Воздушном коммандном и штабном колледже на авиабазе Максвелл, штат Алабама. После образования Военно-воздушных сил как отдельного вида Вооружённых сил, 1 июля 1948 года был повышен до подполковника. В том же году занял пост начальника отдела личного состава и управления в управлении атомной энергии в штаб-квартире ВВС в Пентагоне. В 1950 году стал одним из первых офицеров, поступивших на службу в Воздушное командование исследования и развития. Затем окончил Воздушный военный колледж на авиабазе Максвелл, штат Алабама, а также тренировочную школу по переходу на «B-47» на авиабазе Макконнелл, штат Канзас. 25 июня 1953 года повышен до полковника. Позже служил в командовании Союзными наземными силами Южной Европы в Неаполе, Италия, а по возвращении в США перешёл в Стратегическое воздушное командование, где течение 5 лет поочередно командовал четырьмя воздушными дивизиями: 818-й (октябрь 1956 — август 1958), 57-й (август 1958 — август 1959), 820-й (июль 1959 — апрель 1961), 6-й (апрель — июль 1961).
10 марта 1958 года повышен до бригадного генерала, а 7 марта 1961 года — до генерал-майора. В 1961—1962 годах был заместителем директора управления секретаря ВВС по связям с законодательными органами. С 1 июля 1962 года по 30 июня 1965 года занимал должность директора данного управления. На этом посту обеспечивал взаимодействие между Военно-воздушными силами, Министерством обороны и Конгрессом.

### Отставка, последующая жизнь, смерть и похороны
30 июня 1965 года вышел в отставку с военной службы. По выходе на пенсию был награждён медалью Армии «За выдающуюся службу», которой ранее удостоились только двое директоров управления по связям с законодательными органами. Проводы прошли на заседании Палаты представителей и Сената Конгресса. Председатель комитета Палаты представителей США по вооружённым силам представитель штата Южная Каролина Мендель Риверс отметил, что Хойзингтон — это «человек с большим природным даром к дипломатии, он был будто рождён для трудной работы по поддержанию связи между раздельными, но равными ветвями власти», выразив своё сожаление по поводу того, что «этот прекрасный офицер и старый друг закончил свою выдающуюся карьеру в Военно-воздушных силах в связи с выходом на пенсию».
В отставке стал одним из учредителей чартерной авиакомпании «Executive Jet Airways», позже переименованной в «Executive Jet Management». В 1970 году вместе с Элизабет стал первыми братом и сестрой — генералами в Вооружённых силах, после того как она была повышена в звании до бригадного генерала. Принимал участие во встречах выпускников Вест-Пойнта.

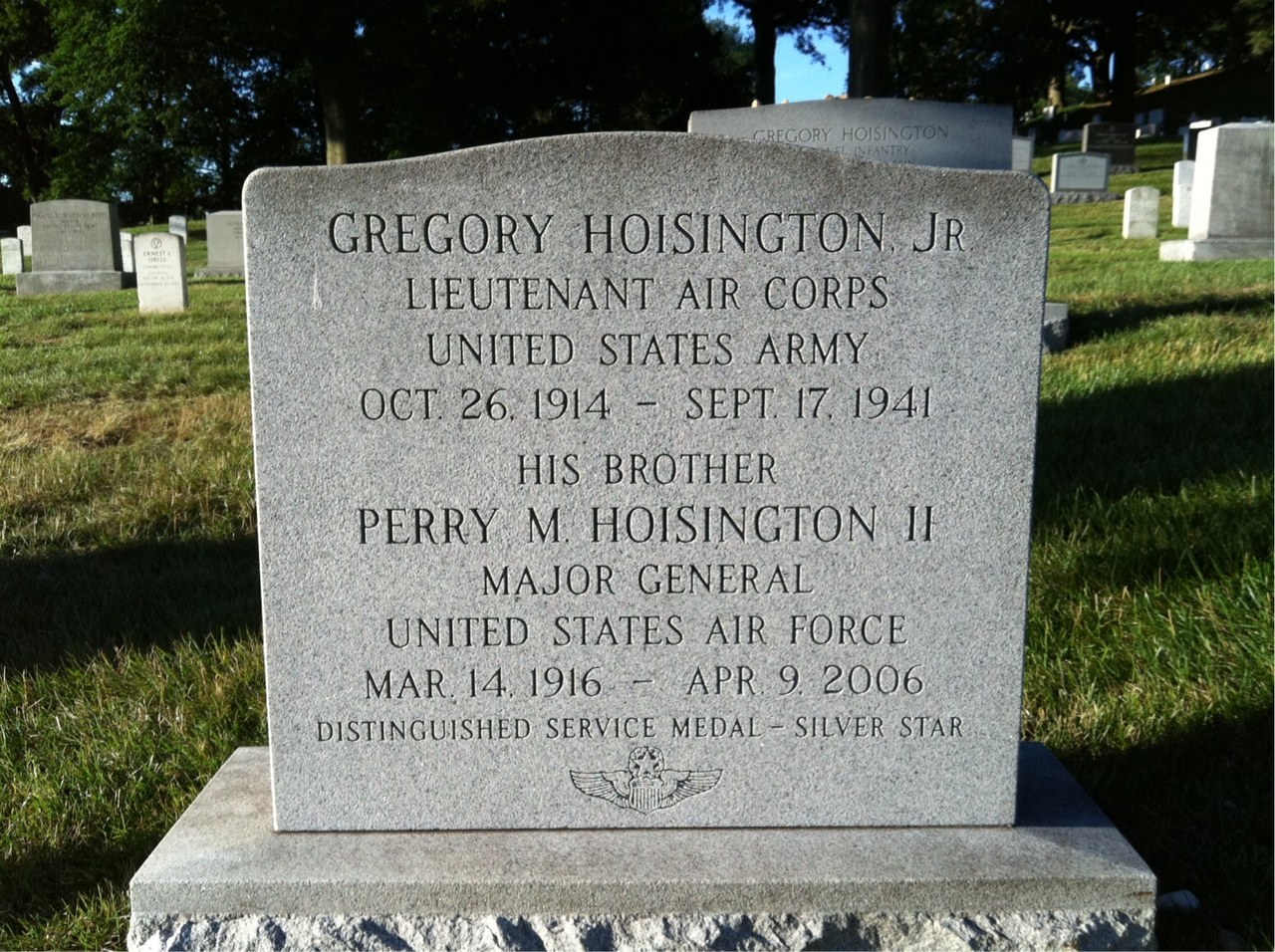
Надгробие на могиле Перри Хойзингтона и его брата Грегори

Перри Майло Хойзингтон II скончался 8 апреля 2006 года в возрасте 90 лет от застойной сердечной недостаточности в пригородном госпитале Вашингтоне, округ Колумбия. Похоронен на Арлингтонском национальном кладбище с полными воинскими почестями. В память о Хойзингтоне его родственники попросили перечислить пожертвования в адрес Американской ассоциации сердца.

## Личная жизнь
Был активным спортсменом, в частности занимался бобслеем. Был женат на Элизабет «Бетти» Гленн Уокер (1921—2018), имевшей в своих предках по прямой линии Наполеона Бонапарта и Джеймса Мэдисона. У четы Хойзингтон было три сына: Грегори, Перри Майло III, Джон Стюарт. Брак закончился разводом, а впоследствии Бетти вышла замуж за подполковника Инженерного корпуса Армии США Джозефа «Джо» Гатри Даунинга (1931—2015), который усыновил её детей.

## Награды
Медаль «За выдающуюся службу», «Серебряная звезда», Крест лётных заслуг с одним пучком дубовых листьев, Воздушная медаль с одним пучком дубовых листьев, медаль «За службу Американской обороне», благодарность соединению ВВС от президента США, медаль Победы во Второй мировой войне, медаль «За службу национальной обороне», медаль «За Американскую кампанию», Похвальная медаль ВВС, множество других наград и благодарностей.